# Jaume Pallarès
Jaume Pallarès (La Selva del Camp, Baix Camp, 1590 - El Vilosell, Les Garrigues, 1648). Abat de Poblet (1636-1640) i (1644-1648) i Vicari general de l'Orde del Cister al Principat de Catalunya (1646-1648).
Va estudiar teologia a Lleida. Ingressà com a monjo al Monestir de Poblet i en fou elegit abat el 1636, càrrec que va exercir fins al 1640. Durant el seu abadiat va mantenir contacte epistolar amb el rei Felip III d'Aragó, que planejava anar a viure a Poblet durant les Corts Catalanes que s'havien de celebrar a Montblanc (Conca de Barberà) i que mai es van fer degut als fets del Corpus de Sang i el posterior esclat de la Guerra dels Segadors. Poc després, Rafael Llobera el va substituí com a abat.
Finalitzat el quadrienni d'abadiat de Fra Llobera (1644), Jaume Pallarès fou elegit altre cop abat per quatre anys més. Foren anys en els quals el monestir va patir força degut a les vicissituds de la guerra i ell mateix fou assaltat per tropes franceses el 1645 durant un viatge a Barcelona. El 1646 fou escollit Vicari General de l'Orde del Cister al Principat de Catalunya.
El 1648 finalitzà el seu mandat com a Abat de Poblet i morí molt poc després al Vilosell, en terres del monestir.